# S77 Dachs

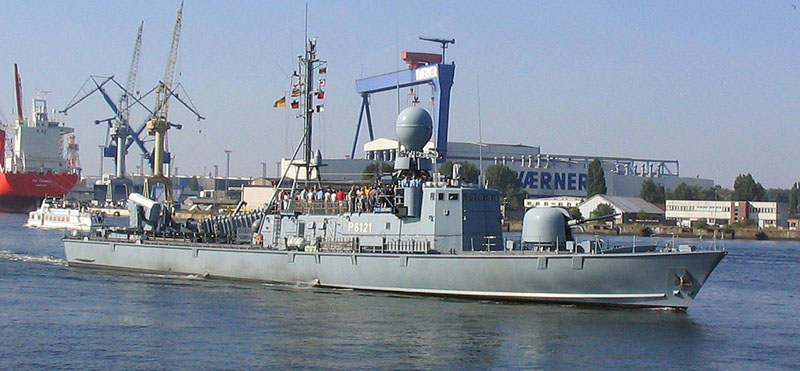
Das Typschiff Gepard

S 77 Dachs (P 6127) ist ein Flugkörperschnellboot der Gepard-Klasse. Es war vom 22. März 1984 bis zum 29. Februar 2012 bei der Bundesmarine/Deutschen Marine im Dienst.
Es gehörte dem 7. Schnellbootgeschwader an und war zuletzt in Warnemünde stationiert. S 77 Dachs diente als Patrouillenboot zum Schutz der deutschen Küste. Es hatte 36 Mann Besatzung. Die 18.000 PS brachten das Boot auf eine maximale Geschwindigkeit von 42 Knoten. 
S 77 Dachs war im Rahmen der UN-Beobachtermission UNIFIL vor der Küste des Libanon eingesetzt:
- vom 15. Oktober 2006 bis zum 31. August 2007 mit S 80 Hyäne (P 6130) (ab Warnemünde 21. September 2006, an Warnemünde 26. September 2007). Dabei wurde die Besatzung einmal ausgetauscht.
- vom 30. Oktober 2008 bis zum 27. November 2009 zusammen mit S 73 Hermelin (P 6123) (ab Warnemünde 13. Oktober 2008, an Warnemünde 11. Dezember 2009).[1] Dabei wurde die Besatzung zweimal ausgetauscht.

S77 Dachs wurde gemeinsam mit S 74 Nerz am 29. Februar 2012 vorzeitig außer Dienst gestellt.